# Serrat de les Gatoses
El Serrat de les Gatoses és una serra situada al municipi d'Oristà a la comarca del Lluçanès, amb una elevació màxima de 658 metres.